# Symfonie nr. 7 (Glass)
Philip Glass voltooide zijn Symfonie nr. 7 “Tolteken” in 2004.
Glass kreeg een verzoek van het National Symphony Orchestra, dat dirigent Leonard Slatkin wilde eren. Er werd een concertserie gebouwd rond de 60e verjaardag van deze Amerikaanse dirigent. Glass kwam zelf met het idee voor een symfonie rondom het culturele erfgoed van de Tolteken, Slatkin zag wel wat in het idee. De drie delen van de symfonie verwijzen naar drie essentiële punten in het leven van de Tolteken:
- deel 1 The Corn, de Tolteken zagen de samenwerking tussen graan en de mensheid, de mensheid heeft het graan nodig, het graan heeft de mensheid nodig voor zaaien en oogsten;
- deel 2 The Hikuri (Sacred Root), een plant, die hallucinaties geeft en zo iemand naar de Spirituele Wereld brengt
- deel 3 The Blue Deer, drager van Boek van Wijsheid.

Uiteraard dirigeerde Slatkin de eerste uitvoering van het werk, 20 januari 2005 hoorde de aanwezigen in het Kennedy Center het werk voor het eerst aan. Na de pauze werd Gustav Mahlers versie van Des Knaben Wunderhorn gespeeld.
Glass schreef zijn driedelige symfonie in minimal musicstijl voor:
- gemengd koor
- 1 piccolo, 2dwarsfluiten, 2 hobo’s, 1 althobo, 2 klarinetten, 1 esklarinet, 2 fagotten
- 4 hoorns, 3 trompetten, 3 trombones, 1 tuba
- pauken, percussie, 1 harp, orgel
- violen, altviolen, celli, contrabassen

## Discografie
- Uitgave Orange Mountain Music: Dennis Russell Davies Bruckner Orchester Linz, opname 31 december 2008 in een dan gereviseerde versie